# Cedric Gibbons
Pour les articles homonymes, voir Gibbons (homonymie).
Cedric Gibbons, ou Austin Cedric Gibbons, est un chef décorateur irlandais, qui fit carrière à Hollywood à la Metro-Goldwyn-Mayer, né le 23 mars 1893 à Dublin, mort le 26 juillet 1960 à Hollywood. Son nom apparait au générique de plus de 1500 films.

## Biographie
Cedric Gibbons fait des études d'architecture à la Art Students League of New York. Il travaille ensuite avec son père, qui était lui aussi architecte. Il commence sa carrière en 1915 comme assistant de Hugo Ballin aux studios Edison. En 1918, il est engagé chez Goldwyn comme directeur artistique. La fondation de la MGM (Metro Goldwyn Mayer) en 1924 lui vaut de superviser l'ensemble de la production pendant 32 ans, permettant par contrat à son nom d'apparaître en tant qu'art director au générique de plus de 1500 films ! Au cours des ans, il développe le style typique de la MGM.
Gibbons épousa, en premières noces, l'actrice mexicaine Dolores del Río. Sa seconde épouse, Hazel Brooks, était également actrice. Sa nièce, Sandra Shaw, fut mariée à Gary Cooper.
On lui doit la création de la statuette des Oscars, ainsi que le record, après Walt Disney, de nominations (37) et succès (11) à ces mêmes Oscars.

## Filmographie partielle

### Années 1920
- 1921 : Hérédité (The Invisible Power) de Frank Lloyd
- 1922 : Un père (Remembrance) de Rupert Hughes
- 1922 : Le Crime de Mme Lévy (Hungry Hearts) de E. Mason Hopper
- 1923 : Rita, la petite danseuse (Look Your Best) de Rupert Hughes
- 1925 : Une femme sans mari (A Slave of Fashion) de Hobart Henley
- 1925 : Les Feux de la rampe (Pretty Ladies) de Monta Bell
- 1925 : Ben-Hur (Ben-Hur: A Tale of the Christ) de Fred Niblo
- 1925 : La Rançon (The Great Divide) de Reginald Barker
- 1925 : Le Train de 6 heures 39 (Excuse Me) d'Alfred J. Goulding
- 1926 : La Chair et le Diable (Flesh and the Devil) de Clarence Brown
- 1926 : La Tentatrice (The Temptress) de Fred Niblo
- 1926 : La Route de Mandalay (The Road to Mandalay) de Tod Browning
- 1926 : Le Torrent (Torrent) de Monta Bell
- 1926 : The Exquisite Sinner de Josef von Sternberg et Phil Rosen
- 1927 : Anna Karénine (Love) d'Edmund Goulding
- 1927 : L'Ennemie (The Enemy) de Fred Niblo
- 1927 : Le Chevalier pirate (The Road to Romance) de John S. Robertson
- 1927 : Man, Woman and Sin de Monta Bell
- 1927 : Le Dernier Refuge (The Understanding Heart) de Jack Conway
- 1927 : La Galante Méprise (Quality Street) de Sidney Franklin
- 1928 : Un certain jeune homme (A Certain Young Man) de Hobart Henley
- 1928 : La Belle Ténébreuse (The Mysterious Lady) de Fred Niblo
- 1928 : Intrigues (A Woman of Affairs) de Clarence Brown
- 1928 : Brotherly Love de Charles Reisner
- 1928 : Mon bébé (Baby Mine) de Robert Z. Leonard
- 1928 : Les Cosaques (The Cossacks) de George William Hill
- 1928 : Chiffonnette (The Latest from Paris) de Sam Wood
- 1928 : Les Masques de Satan (The Masks of the Devil) de Victor Sjöström
- 1928 : Au fil de la vie (A Lady of Chance) de Robert Z. Leonard
- 1929 : Le Droit d'aimer (The Single Standard) de John S. Robertson
- 1929 : Navy Blues de Clarence Brown
- 1929 : Le Pont du roi Saint-Louis (The Bridge of San Luis Rey) de Charles Brabin
- 1929 : Le Baiser (The Kiss) de Jacques Feyder
- 1929 : Le Figurant (Spite Marriage) d'Edward Sedgwick et Buster Keaton
- 1929 : Terre de volupté (Wild Orchids) de Sidney Franklin
- 1929 : Chinoiseries (China Bound) de Charles Reisner
- 1929 : Le Procès de Mary Dugan (The Trial of Mary Dugan) de Bayard Veiller
- 1929 : Désirs (Their Own Desire) de E. Mason Hopper
- 1929 : La Treizième Chaise (The Thirteenth Chair) de Tod Browning
- 1929 : Les Nuits du désert (Desert Nights) de William Nigh

### Années 1930
- 1930 : Men of the North de Hal Roach
- 1930 : Au large de Shanghaï (The Ship from Shanghai) de Charles Brabin
- 1930 : Redemption de Fred Niblo
- 1930 : Way for a Sailor de Sam Wood
- 1930 : Soyons gai (Let Us Be Gay) de Robert Z. Leonard
- 1930 : Pension de famille (Caught Short) de Charles Reisner
- 1930 : Le Désir de chaque femme (A Lady to love) de Victor Sjöström
- 1930 : Il faut payer (Paid) de Sam Wood
- 1930 : Romance de Clarence Brown
- 1930 : Cœurs impatients (Our Blushing Brides) de Harry Beaumont
- 1931 : Aimer, rire, pleurer (This Modern Age) de Nick Grinde
- 1931 : Vies privées (Private Lives) de Sidney Franklin
- 1931 : Buster millionnaire (Sidewalks of New York) de Jules White et Zion Myers
- 1931 : Reducing de Charles Reisner
- 1931 : Guilty Hands de W. S. Van Dyke
- 1931 : Gentleman's Fate de Mervyn LeRoy
- 1931 : Wir schalten um auf Hollywood de Frank Reicher
- 1931 : Fille de luxe (Five and Ten) de Robert Z. Leonard
- 1931 : The Phantom of Paris de John S. Robertson
- 1931 : Élection orageuse (Politics) de Charles Reisner
- 1931 : Flying High de Charles Reisner
- 1932 : Amitié (When a Fellow Needs a Friend) de Harry A. Pollard
- 1932 : La Bête de la cité (The Beast of the City) de Charles Brabin
- 1932 : Une femme survint (Flesh), de John Ford
- 1932 : Dans la nuit des pagodes (The Son-Daughter) de Clarence Brown
- 1932 : Chagrin d'amour (Smilin' Through) de Sidney Franklin
- 1932 : La Monstrueuse Parade (Freaks) de Tod Browning
- 1932 : Payment Deferred de Lothar Mendes
- 1932 : Grand Hotel d'Edmund Goulding
- 1932 : Grand Cœur (Divorce in the Family) de Charles Reisner
- 1932 : Les Lèvres qui mentent (Faithless) de Harry Beaumont
- 1932 : Le Bel Étudiant (Huddle) de Sam Wood
- 1934 : Miss Barrett (The Barretts of Wimpole Street) de Sidney Franklin
- 1934 : Une méchante femme (A Wicked Woman) de Charles Brabin
- 1934 : Student Tour de Charles Reisner
- 1934 : Miracle d'amour (Have a Heart) de David Butler
- 1935 : Monseigneur le détective (The Bishop Misbehaves) d'Ewald André Dupont
- 1935 : Un drame au casino (The Casino Murder Case) d'Edwin L. Marin
- 1935 : The Winning Ticket de Charles Reisner
- 1935 : Code secret (Rendezvous) de William K. Howard
- 1935 : The Perfect Gentleman de Tim Whelan
- 1935 : The Flame Within d'Edmund Goulding
- 1935 : Tempête au cirque (O'Shaughnessy's Boy) de Richard Boleslawski
- 1935 : Les Révoltés du Bounty (Mutiny on the Bounty) de Frank Lloyd
- 1936 : Le Fils du désert (Three Godfathers) de Richard Boleslawski
- 1936 : Nick, gentleman détective (After the thin Man) de W. S. Van Dyke
- 1936 : Absolute Quiet de George B. Seitz
- 1937 : Visages d'Orient ou La Terre chinoise (The Good Earth) de Sidney Franklin
- 1937 : La Treizième Chaise (The Thirteenth Chair) de George B. Seitz
- 1937 : My Dear Miss Aldrich de George B. Seitz
- 1937 : Sous le voile de la nuit (Under Cover of Night) de George B. Seitz
- 1938 : Port of Seven Seas de James Whale
- 1938 : L'Ange impur de H. C. Potter
- 1938 : Marie-Antoinette de W. S. Van Dyke
- 1938 : Surprise Camping (Listen, Darling) d'Edwin L. Marin
- 1938 : Règlement de comptes (Fast Company) d'Edward Buzzell
- 1938 : Le Jeune docteur Kildare (Young Dr. Kildare) de Harold S. Bucquet
- 1939 : Ninotchka d'Ernst Lubitsch
- 1939 : Avocat mondain (Society Lawyer) d'Edwin L. Marin
- 1939 : Le Magicien d'Oz (The Wizard of Oz) de Victor Fleming
- 1939 : 6000 Enemies de George B. Seitz
- 1939 : Tonnerre sur l'Atlantique (Thunder Afloat) de George B. Seitz
- 1939 : André Hardy millionnaire (The Hardys Ride High) de George B. Seitz
- 1939 : Mon mari conduit l'enquête (Mon mari conduit l'enquête) d'Edwin L. Marin
- 1939 : Mon mari court encore (Fast and Furious) de Busby Berkeley
- 1939 : Le Secret du docteur Kildare (The Secret of Dr. Kildare) de Harold S. Bucquet
- 1939 : On Borrowed Time de Harold S. Bucquet
- 1939 : Bridal Suite de Wilhelm Thiele

### Années 1940
- 1940 : Florian d'Edwin L. Marin
- 1940 : Sporting Blood de S. Sylvan Simon
- 1940 : André Hardy va dans le monde (Andy Hardy Meets Debutante) de George B. Seitz
- 1940 : Keeping Company de S. Sylvan Simon
- 1940 : The Ghost Comes Home de Wilhelm Thiele
- 1940 : La Fièvre du pétrole (Boom Town) de Jack Conway
- 1940 : Le Cargo maudit (Strange Cargo) de Frank Borzage
- 1940 : Indiscrétions (The Philadelphia Story) de George Cukor
- 1940 : L'Étrange Cas du docteur Kildare (Dr. Kildare's Strange Case) de Harold S. Bucquet
- 1941 : Docteur Jekyll et M. Hyde (Dr. Jekyll and Mr. Hyde) de Victor Fleming
- 1941 : Blonde Inspiration de Busby Berkeley
- 1941 : I'll Wait for You de Robert B. Sinclair
- 1941 : The Get-Away d'Edward Buzzell et Richard Rosson
- 1941 : Évitons le scandale ! (Design for Scandal) de Norman Taurog
- 1941 : The Wild Man of Borneo de Robert B. Sinclair
- 1941 : Whistling in the Dark de S. Sylvan Simon
- 1941 : Free and Easy de George Sidney
- 1941 : Les Marx au grand magasin (The Big Store) de Charles Reisner
- 1941 : Kathleen de Harold S. Bucquet
- 1941 : L'Ombre de l'Introuvable (Shadow of the Thin Man) de W. S. Van Dyke
- 1941 : Le Châtiment (The Penalty) de Harold S. Bucquet
- 1942 : Croisière mouvementée (Ship Ahoy) de Edward Buzzell
- 1942 : Pour moi et ma mie (For Me and My Gal) de Busby Berkeley
- 1942 : Nazi Agent de Jules Dassin
- 1942 : Mokey de Wells Root
- 1942 : L'Assassin au gant de velours (Kid Glove Killer) de Fred Zinnemann
- 1942 : The Bugle Sounds de S. Sylvan Simon
- 1942 : Un drôle de lascar (A Yank at Eton) de Norman Taurog
- 1943 : Fou de girls (Girl Crazy) de Norman Taurog et Busby Berkeley
- 1943 : Dr. Gillespie's Criminal Case de Willis Goldbeck
- 1943 : La jeunesse s'amuse (Best Foot Forward) de Edward Buzzell
- 1944 : Âmes russes (Song of Russia) de Gregory Ratoff et László Benedek
- 1944 : Hantise (Gaslight) de George Cukor
- 1944 : Meet the People de Charles Reisner
- 1944 : Gentle Annie d'Andrew Marton
- 1944 : See Here, Private Hargrove de Wesley Ruggles
- 1944 : Le Chant du Missouri (Meet Me in St. Louis) de Vincente Minnelli
- 1945 : This Man's Navy de William A. Wellman
- 1945 : Le Portrait de Dorian Gray (The Picture of Dorian Gray) d'Albert Lewin
- 1945 : Les Sacrifiés (They Were Expendable) de John Ford et Robert Montgomery
- 1946 : Le facteur sonne toujours deux fois (The Postman Always Rings Twice) de Tay Garnett
- 1946 : Les Vertes Années (The Green Years) de Victor Saville
- 1946 : The Cockeyed Miracle de S. Sylvan Simon
- 1946 : Little Mister Jim de Fred Zinnemann
- 1947 : Living in a Big Way de Gregory La Cava
- 1947 : The Mighty McGurk de John Waters
- 1948 : Les Trois Mousquetaires (The Three Musketeers) de George Sidney
- 1948 : Parade de printemps (Easter Parade) de Charles Walters
- 1948 : Le Pirate (The Pirate) de Vincente Minnelli
- 1948 : Le Brigand amoureux (The Kissing Bandit) de László Benedek
- 1948 : Tenth Avenue Angel de Roy Rowland
- 1948 : Alias a Gentleman de Harry Beaumont
- 1949 : Madame porte la culotte (Adam's Rib) de George Cukor
- 1949 : Entrons dans la danse (The Barkleys of Broadway) de Charles Walters
- 1949 : Un jour à New York (On the Town) de Stanley Donen et Gene Kelly
- 1949 : Lassie perd et gagne (The Sun Comes Up) de Richard Thorpe
- 1949 : Tension de John Berry

### Années 1950
- 1950 : Années de jeunesse (The Happy Years) de William A. Wellman
- 1950 : Les Mines du roi Salomon (King Salomon's Mines), de Compton Bennett et Andrew Marton
- 1950 : The Skipper Surprised His Wife d'Elliott Nugent
- 1950 : Trois Petits Mots (Three Little Words), de Richard Thorpe
- 1950 : Quand la ville dort (The Asphalt Jungle), de John Huston
- 1951 : Vénus en uniforme (Three Guys Named Mike) de Charles Walters
- 1951 : Le Droit de tuer (The Unknown Man), de Richard Thorpe
- 1951 : Quo vadis, de Mervyn LeRoy
- 1951 : Un Américain à Paris (An American in Paris), de Vincente Minnelli
- 1951 : Le Cabaret du soleil couchant (The Strip) de László Kardos
- 1951 : L'Âge d'aimer (Too Young to Kiss) de Robert Z. Leonard
- 1951 : Discrétion assurée (No Questions Asked) d'Harold F. Kress
- 1951 : J'épouse mon mari (Grounds for Marriage) de Robert Z. Leonard
- 1952 : Les Ensorcelés (The Bad and the Beautiful), de Vincente Minnelli
- 1952 : Chantons sous la pluie (Singin' in the Rain), de Stanley Donen et Gene Kelly
- 1952 : Holiday for Sinners de Gerald Mayer
- 1952 : Des jupons à l'horizon (Skirts Ahoy!) de Sidney Lanfield
- 1952 : La Jeune Fille en blanc (The Girl in White) de John Sturges
- 1953 : Tous en scène (The Band Wagon), de Vincente Minnelli
- 1953 : L'Appât (The Naked Spur), d'Anthony Mann
- 1953 : Le Mystère des bayous (Cry of the Hunted), de Joseph H. Lewis
- 1953 : Casanova Junior (The Affairs of Dobie Gillis) de Don Weis
- 1953 : On se bat aux Indes (Rogue's March) d'Allan Davis (en)
- 1953 : Fort Bravo (Escape from Fort Bravo), de John Sturges
- 1953 : La Petite Constance (Confidentially Connie) d'Edward Buzzell
- 1955 : Graine de violence (Blackboard Jungle), de Richard Brooks
- 1956 : Le Supplice des aveux (The Rack) d'Arnold Laven

## Distinctions
- Oscars de la meilleure direction artistique

Il fut sélectionné trente-neuf fois pour les Oscars.
- Le Pont du roi Saint-Louis (1929)
- La Veuve joyeuse (1934)
- Orgueil et Préjugés (1940)
- Les Oubliés (1941)
- Hantise (1944)
- Jody et le Faon (1946)
- Les Quatre Filles du docteur March (1949)
- Un Américain à Paris (1951)
- Les Ensorcelés (1952)
- Jules César (1953)
- Marqué par la haine (1957)

## Galerie
- Quelques films pour lesquels Cedric Gibbons a obtenu l'Oscar.

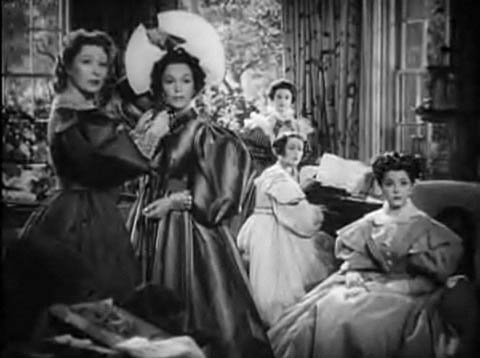
Orgueil et Préjugés
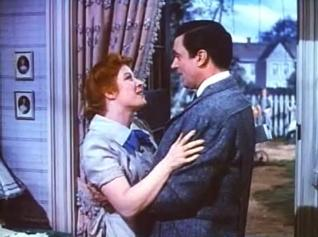
Les Oubliés
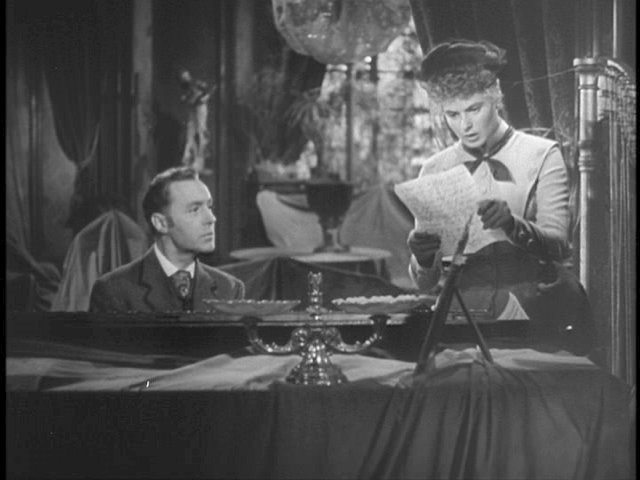
Hantise
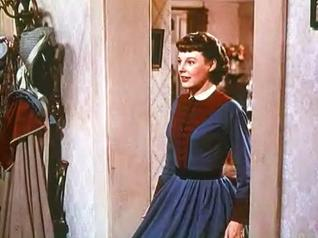
Les Quatre Filles du docteur March
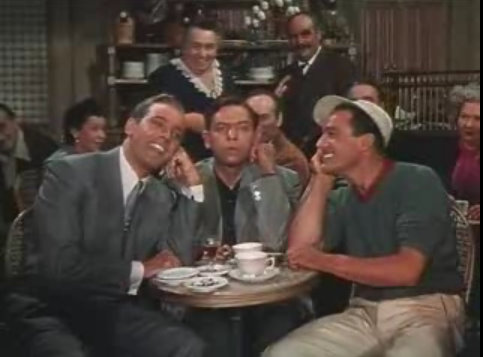
Un Américain à Paris
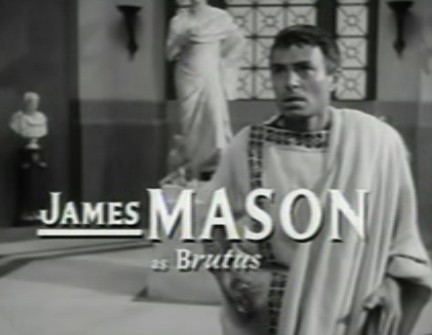
Jules César